# Hamurkesen, Şanlıurfa
Hamurkesen là một xã thuộc thành phố Şanlıurfa, tỉnh Şanlıurfa, Thổ Nhĩ Kỳ. Dân số thời điểm năm 2011 là 1.388 người.